# Oare (Wiltshire)
Oare – wieś w Anglii, w hrabstwie Wiltshire. Leży 33 km na północ od miasta Salisbury i 116 km na zachód od Londynu.